# Parafia Matki Bożej Królowej Polski w Stradunach
Parafia Matki Bożej Królowej Polski w Stradunach – rzymskokatolicka parafia leżąca w dekanacie Ełk – Świętej Rodziny należącym do diecezji ełckiej. Erygowana w 1971. Mieści się przy ulicy Kopernika. Parafię prowadzą Kanonicy Regularni Laterańscy.